# 李弄玉
李弄玉，会稽人，唐武宗会昌年间民女、诗人。有《三乡之詠》诗见于《云溪友议》卷中。

## 履历
李弄玉本名不详，为无名氏。《嘉泰会稽志》因一阕有关其名字的词“二九子，为父后，玉无瑕，弁无首，荆山石，往往有”猜测其名有可能是“李弄玉”。李氏本居若耶溪东，好与朋友同志游览胜景。后与丈夫某（名字不详）迁居长安晋昌里，一同游览滻水、渭川、终南山等地。不久，李氏的丈夫去世，她悲痛欲绝。会昌二年壬戌（842）仲春十九日，李氏在三乡驿留下了一篇序、一首悼亡诗。在序的末尾，她因认为“翰墨非妇人女子之事”而隐去了自己的姓名。她的诗文感动了当时的诸多士人、文人，他们纷纷唱和李氏的凄婉故事。唱和者包括：陆贞洞、王祝、刘谷、王涤、李昌邺、王硕、李缟、张绮、高衢、韦冰以及贾驰。